# Go Getters
Go Getters là tập thứ năm trong Phần 7 của series phim truyền hình The Walking Dead. Tập phim được phát sóng trên kênh AMC của Mỹ vào ngày 20 tháng 11 năm 2016. Khi phát sóng tại Mỹ, tập phim đã được 11,00 triệu người xem trong đó có 5,2 triệu người từ 18-49 tuổi.

## Nội dung tập
Maggie mở mắt, tỉnh dậy và thấy mình đang nằm trong một toa xe lưu động ở Hilltop. Vị bác sĩ của cộng đồng này, Harlan Carson tới để thông báo về việc cô vừa phải trải qua tình trạng bong rau non, tức việc nhau thai bị tách ra quá sớm khỏi thành tử cung. Tuy nhiên, anh ta trấn an Maggie rằng đứa bé trong bụng cô vẫn an toàn và khuyên cô nên ở lại Hilltop sống trong thời gian mang thai.
Lát sau, Maggie bước ra ngoài gặp Sasha và cùng tới chỗ Glenn & Abraham vừa được chôn cất. Sasha đưa cho Maggie thứ cô ấy tìm được trong người Glenn: chiếc đồng hồ quả lắc, và Maggie đặt nó lên trên mộ chồng để đánh dấu. Jesus cũng mang hoa tới đặt lên hai ngôi mộ để bày tỏ niềm tiếc thương.
Đúng lúc đó, Gregory xuất hiện và yêu cầu Maggie giải thích vì sao nhóm Rick lại thất bại trong việc tiêu diệt The Saviors. Ông ta cho rằng nếu để kẻ thù phát hiện được có hai người trong nhóm Rick đang ở đây, chúng sẽ biết giữa Alexandria với Hilltop từng có giao kèo và cộng đồng của ông ta sẽ gặp nguy hiểm. Sau khi tỏ ý muốn đuổi Maggie và Sasha đi nhưng được Jesus bảo rằng trời đang sắp tối, Gregory đành miễn cưỡng cho hai cô gái ở lại qua đêm.
Tại Alexandria, Rick cố thuyết phục con trai đi kiếm nhu yếu phẩm với mình nhưng bị Carl từ chối. Anh đành đưa cho Michonne một chiếc bộ đàm, dặn hãy liên lạc với mình nếu cô đổi ý. Không lâu sau khi Rick rời khỏi cùng Aaron, Michonne cũng sửa soạn để một mình đi ra ngoài. Trước khi cô đi, Carl nói với cô rằng việc bố cậu chịu phục tùng The Saviors là hoàn toàn sai lầm và chính cô cũng biết điều đó.
Lát sau, nhìn thấy Enid đang lén trèo ra khỏi cộng đồng, Carl đi tới hỏi thì được giải thích rằng cô bé muốn tới Hilltop gặp Maggie. Bất chấp sự khuyên ngăn của Carl, Enid vẫn rời đi.
Jesus mời Sasha và Maggie tới ngủ tạm qua đêm tại toa xe của mình. Sasha bảo anh hãy cố gắng làm Gregory đổi ý, thậm chí tình nguyện đi kiếm đồ cho Hilltop miễn sao Maggie được ở lại. Jesus liền đưa trả cho cô sợi dây chuyền Abraham đánh rơi vào lần đầu tới đây. Maggie bày tỏ thắc mắc rằng vì sao các cư dân Hilltop thiêu xác người thân đã mất. "Vậy chúng ta sẽ nhớ về họ bằng cái gì?" - cô hỏi và được Jesus trả lời: "Bằng chính chúng ta".
Enid đang cưỡi một chiếc xe đạp đi trên đường vắng. Khi dừng chân, cô bé thấy một xác sống đang tiến lại gần mình. Đúng lúc đó, một chiếc xe ô tô bất ngờ từ đâu lao tới tông chết con walker. Người đang cầm lái chính là Carl.
Đêm đến, khi đang ngủ trong toa xe của Jesus, Maggie và Sasha giật mình tỉnh giấc khi có tiếng nhạc lớn vang lên. Qua cửa sổ, họ thấy cánh cổng cộng đồng đang bị mở toang, những người lính gác bị trói treo lên cao, nhiều đống lửa đang bập bùng cháy và một chiếc xe được đặt giữa sân đang bật nhạc ầm ĩ. Ánh sáng từ lửa và âm thanh từ chiếc xe đã thu hút rất nhiều xác sống tràn vào bên trong.
Cố gắng mở cả cửa chính lẫn cửa sổ nhưng không được, Sasha bèn trèo qua cửa thông lên trên nóc toa xe để ra ngoài. Cô dặn Maggie hãy cứ ngồi yên bên trong và để chuyện này cho mình giải quyết. Mặc dù vậy, Maggie vẫn trèo lên sau đó. Ngoái nhìn sang ban công của nhà Barrington, cô gọi lớn nhờ Jesus xuống giúp Sasha, đồng thời bảo Kal và Eduardo tìm cách đóng cổng lại.
Chạy tới chiếc xe kia để tìm cách tắt nhạc, Sasha phát hiện ra tất cả cửa kính của nó đã bị bọc lại bởi một lớp vỉ kim loại. Phía sau xe có biểu tượng một bàn tay đang giơ ngón tay giữa lên, cho thấy The Saviors chính là những kẻ gây ra chuyện này. Lát sau, trong khi Sasha và Jesus tiêu diệt đám xác sống đang tràn vào trong, Maggie đã lái một chiếc máy cày tới đè nát chiếc xe phát nhạc và chấm dứt mối nguy hiểm này.
Sáng hôm sau, Enid cùng Carl tiếp tục đi bộ tới Hilltop. Carl bảo rằng mình đã nhìn việc Negan đánh chết Abraham và Glenn từ đầu đến cuối vì cậu cần lưu giữ điều đó trong ký ức của mình, lấy đó làm động lực để giết Negan mà không hề đắn đo.
Trong phòng của Gregory, Jesus đang cố thuyết phục cho Maggie và Sasha ở lại sau khi họ đã giúp cộng đồng đêm qua. Mặc dù vậy, ông ta vẫn không đổi ý. Khi Sasha hỏi rằng phải làm sao ông ta mới chịu cho Maggie ở lại, Gregory liền bảo có thể ông với Sasha nên "gặp mặt riêng" để tìm hiểu việc này. Nghe thấy vậy, Maggie liền nguyền rủa ông ta: "Đi chết đi". Cuộc tranh cãi giữa họ bị cắt ngang bởi hàng loạt tiếng xe bên ngoài của các thành viên The Saviors tới lấy đồ cống nạp. Gregory liền bảo Jesus đưa Maggie và Sasha vào trốn trong tủ đồ.
Carl và Enid tìm thấy được hai đôi giày trượt patin trên đường. Họ cùng trượt, mỉm cười và nắm tay nhau.
Phó thủ lĩnh của The Saviors - Simon dẫn theo rất nhiều người khác vào trong tòa nhà Barrington để gặp Gregory. Hắn kéo ông ta vào phòng riêng để nói chuyện. Trong phòng, Gregory giả vờ bất ngờ khi Simon kể rằng nhóm nhỏ của The Saviors từng tới thu đồ cống nạp của Hilltop đều đã bị giết hết, nhưng giờ đây những người gây ra việc này (nhóm Rick) cũng đã chịu sự quản lý của chúng. Simon nói rằng kể từ giờ hắn là người chịu trách nhiệm mới đại diện cho Negan tới làm việc với Hilltop. Khi hắn hỏi rằng ông ta có điều gì muốn nói không, Gregory chần chừ một lúc trước khi đáp: "Thực ra là có".
Nói xong, Gregory dẫn Simon đi tới chỗ tủ đồ ở hành lang với ý định giao Maggie và Sasha cho hắn. Tuy nhiên khi mở ra, ông ta chỉ nhìn thấy thùng rượu của mình. Simon liền nói rằng Negan sẽ rất hài lòng với món quà này, đồng thời sai một tên lấy đi thùng rượu. Trước khi ra khỏi để bắt đầu đi thu đồ cống nạp, hắn bắt Gregory phải quỳ trước mình.
Carl và Enid cuối cùng cũng tới được Hilltop. Đứng bên ngoài, họ nhìn thấy các thành viên The Saviors đang chất đồ lên xe để chuẩn bị rời đi. Enid nhận ra rằng Carl rời Alexandria không phải để đi cùng mình, mà để lần theo The Saviors về hang ổ của chúng và giết Negan. Cô bé khuyên cậu không nên làm vậy, nhưng cũng biết rằng mình không thể cản Carl. Họ trao cho nhau nụ hôn đầu. Sau đó, Enid một mình đi vào Hilltop.
Jesus mở cửa tủ đồ trong phòng ngủ Gregory cho Maggie và Sasha ra, vừa lúc ông ta bước vào to tiếng với anh vì đã "giấu" họ không đúng chỗ mà ông ta muốn "giấu". Jesus giờ đây mới chính thức phản bác lại Gregory và yêu cầu ông ta phải cho Maggie và Sasha ở lại, nếu không sẽ tiết lộ công khai thỏa thuận mà ông ta đã đồng ý với bên Alexandria. Đột nhiên, Maggie đấm Gregory một phát vì nhận ra ông ta đã lấy chiếc đồng hồ đặt trên mộ Glenn. Cô lấy lại nó và khẳng định rằng vì nơi này từ giờ đã là nhà mình nên Gregory nên bắt đầu học cách nhớ tên cô - "Maggie Rhee".
Lát sau, Jesus nói với Maggie và Sasha rằng giờ đây anh đã thấy được một người có tiềm năng thay thế Gregory làm thủ lĩnh Hilltop, mặc dù chưa muốn nói ra tên người đó bây giờ. Khi Maggie đã đi khỏi, Sasha nhờ Jesus tìm xem nơi Negan sống là ở đâu bằng cách bám theo những chiếc xe của The Saviors sắp rời đi. Cô bảo anh hãy giữ bí mật chuyện này với tất cả mọi người, kể cả Maggie.
Đi ra mộ của Glenn để định đặt lại chiếc đồng hồ, Maggie thấy Enid đang ở đó. Một chùm bóng bay xanh đang được treo trên một trong hai ngôi mộ. Họ liền ôm lấy nhau.
Khi Maggie và Enid đang dùng bữa, Sasha bước vào phòng và bày tỏ thắc mắc rằng vì sao lại có bóng bay phía trên mộ Abraham. Lúc này, Enid mới biết rằng mình đã nhận nhầm mộ của Glenn. Maggie đành nói rằng cô định dùng chiếc đồng hồ để đánh dấu mộ chồng, tuy nhiên bây giờ, cô muốn đưa nó cho Enid dùng. "Chúng ta không cần vật gì để nhớ đến anh ấy nữa, vì có chính chúng ta rồi" - Maggie nói rồi nắm lấy tay Sasha và Enid cùng cầu nguyện.
Khi The Saviors bắt đầu rời khỏi Hilltop, Jesus nhanh chóng nhảy lên phía sau của một chiếc xe tải. Bất chợt, có một giọng nói vang lên: "Này!", và Jesus nhìn thấy Carl cũng đang ở trên xe.

## Diễn viên

### Diễn viên chính
- Andrew Lincoln vai Rick Grimes
- Norman Reedus vai Daryl Dixon*
- Lauren Cohan vai Maggie Rhee
- Chandler Riggs vai Carl Grimes
- Danai Gurira vai Michonne
- Melissa McBride vai Carol Peletier*
- Lennie James vai Morgan Jones*
- Sonequa Martin-Green vai Sasha Williams
- Alanna Masterson vai Tara Chambler*
- Josh McDermitt vai Eugene Porter*
- Christian Serratos vai Rosita Espinosa*
- Jeffrey Dean Morgan vai Negan*
- Seth Gilliam vai Gabriel Stokes*
- Ross Marquand vai Aaron
- Austin Nichols vai Spencer Monroe*
- Austin Amelio vai Dwight*
- Tom Payne vai Paul Rovia
- Xander Berkeley vai Gregory

### Diễn viên định kỳ
- Katelyn Nacon vai Enid
- Steven Ogg vai Simon

*Không xuất hiện trong tập này

### Các diễn viên phụ khác
- R. Keith Harris vai Harlan Carson
- James Chen vai Kal
- Peter Zimmerman vai Eduardo
- Karl Funk vai Neil

## Cái chết trong tập
- Không có

## Đánh giá
"Go Getters" nhận được phản hồi tốt từ giới phê bình, với 76% trong số 30 bài đánh giá trên trang Rotten Tomatoes là mang tính tích cực. Các chuyên gia nhận định rằng dù "Go Getters" vẫn tiếp tục giữ mạch truyện chậm từ đầu mùa phim đến giờ, nhưng cảm xúc lạc quan và những tia hy vọng mà tập này mang tới rất khác biệt. Diễn xuất của Xander Berkeley (Gregory) cũng như sự thể hiện của sức mạnh nữ quyền ở 2 nhân vật Maggie & Sasha cũng được đánh giá cao.

## Bên lề
- Tên của tập phim - "Go Getters" đến từ lời Simon nói với Gregory về nhóm Rick rằng họ là những "go-getter" (Thuật ngữ để chỉ người quyết tâm, nỗ lực và bất chấp làm mọi thứ để đạt được mục tiêu của mình).
  - Ngoài ra, còn có một ý nghĩa khác là Simon mỉa mai nhóm Rick là những kẻ chuyên đi lấy đồ vặt (go & get) cho The Saviors, thể hiện qua việc Rick từng phải đi lấy rìu cho Negan trong tập "The Day Will Come When You Won't Be" hay Rosita từng phải đi lấy xe cho Dwight trong tập "Service".
- Maggie chính thức đổi họ của mình từ "Greene" thành "Rhee" theo họ của chồng.
  - Đây cũng là lần đầu tiên họ của Glenn được nhắc tới trong phim dù nó đã được tiết lộ kể từ khi phim bắt đầu bởi đoàn làm phim.
- Tập phim đánh dấu lần xuất hiện thứ 75 trong toàn bộ series của Andrew Lincoln (Rick Grimes).
- Tính đến tập phim này, nhóm Rick đã trải qua 26 tập phim sống tại Alexandria, tương đương với số tập mà nhóm của anh đã sống ở nhà tù.
- Tập phim đánh dấu sự trở lại của Gregory cũng như cộng đồng Hilltop kể từ sau lần xuất hiện đầu trong tập "Knots Untie", đồng thời đánh dấu sự trở lại của Jesus sau lần cuối xuất hiện trong tập "Not Tomorrow Yet".
- Gregory nói nhầm tên Maggie thành "Marsha" trong tập này. Đây là lần thứ hai ông ta nhầm lẫn tên của cô, trước đó trong tập "Knots Untie", Gregory đã gọi Maggie là "Natalie".
- Tập phim đánh dấu nụ hôn đầu đời của Carl.
  - Sau khi cậu lao xe tới để tông con walker cứu Enid, phần kính bị nứt đã tạo thành một hình trái tim.
- Theo tiết lộ của Tom Payne (Jesus), đã có một cảnh bị cắt khỏi tập phim. Cảnh này cho thấy việc các thành viên The Saviors tới Hilltop trói những người lính gác lại và treo họ lên cao, sau đó khóa cửa nhà của tất cả cư dân tại đây, đốt lửa, đặt chiếc xe có chứa xe loa phát nhạc vào, mở cổng để dụ xác sống tới rồi rời khỏi.
  - Mục đích của chúng sau đó như Simon tiết lộ trong tập là để khiến Hilltop chứa đầy xác sống và các thành viên The Saviors sẽ tới tiêu diệt để được coi như làm "dịch vụ" cho họ. Điều này tương tự với lời Negan nói với Rick trong tập "Service" trước đó.
- Quan niệm của người dân Hilltop về việc thiêu xác người đã khuất và tưởng nhớ về họ bằng chính những người thân còn sống tương tự với quan niệm mà Glenn từng nói với Enid trong tập "No Way Out" rằng những người đã mất vẫn còn đó ở trong mỗi người.
- Enid nói với Carl rằng việc cậu muốn giết Negan là vì cậu chứ không phải vì Glenn hay Abraham. Điều này tương tự với những lời Glenn nói với Daryl trong tập "East" rằng anh ấy ra ngoài tìm giết Dwight là vì mình chứ không phải vì Denise.
- Bức họa hoàng đế Charles V mà Simon lấy đi từ Gregory cũng là bức tranh mà vào lần đầu bước vào phòng đọc sách của Gregory, Maggie cũng đã đi tới ngắm nhìn nó.
- Bản nhạc giao hưởng mà The Saviors bật để dụ xác sống vào trong Hilltop là "Finlandia" của Jean Sibelius.
- Chandler Riggs (Carl) và Katelyn Nacon (Enid) đã phải tập trượt patin trên địa hình mặt đất gồ ghề trước khi quay cảnh chính thức trong tập.
- Bánh xe của chiếc máy cày mà Maggie lái khi đè chết một vài xác sống thực tế được làm bằng xốp và có người đứng đằng sau để đẩy nó lăn về phía trước.

## Lỗi phim
- Trong cảnh Maggie ngồi ăn với Enid, cô dùng một chiếc môi kim loại với cán nhựa để múc đồ ăn. Tuy nhiên trong cảnh tiếp theo đó, chiếc môi mà cô cầm đã trở thành môi gỗ.